# Katherine Villiersová, vévodkyně z Buckinghamu
Katherine Villiersová, vévodkyně z Buckinghamu, markýza z Antrimu, 18. baronka de Ros z Helmsley, rozená Mannersová (1603–1649) byla britská aristokratka. Byla dcerou Francise Mannerse, 6. hraběte z Rutlandu. Známá byla především jako nejbohatší britská žena mimo královskou rodinu. Poprvé se provdala za George Villierse, 1. vévodu z Buckinghamu a pravděpodobného milence krále Jakuba I. Podruhé se provdala za irského peera Randala MacDonnella, 1. markýze z Antrimu.

## Rodina
Lady Katherine Manners byla jedinou dcerou Francise Manners, 6. hraběte z Rutlandu a jeho první manželky Frances Knyvet. Její matka byla vdova po sirovi Williamovi Bevillovi z Killigarthu nebo Kilkhamptonu.
V roce 1613 Katherine a většina jejích příbuzných onemocněli ve svém domě na hradě Belvoir a její bratr Henry zemřel. V roce 1619 byli dva jejich služební obviněni z čarodějnictví a uhranutí rodiny.

## Kariéra
Katherine Manners byla vybrána ambiciózní hraběnkou z Buckinghamu Mary Villiersovou jako manželka pro jejího syna, George Villierse. Rodina Mannersů však byla římskokatolického vyznání a král odmítl dát povolení ke sňatku, jelikož George pocházel z rodiny vyznávající anglikánskou církev. Kromě toho její otec odmítl přijmout požadavky hraběnky z Buckinghamu na věno. Katherina konvertovala k anglikánské církvi, aby uspokojila rodinu Villiersových, což málem způsobilo, že její otec svatbu zrušil. Katherine, která byla pozvána na návštěvu hraběnky z Buckinghamu, zde byla nucena strávit noc kvůli náhlému onemocnění. Hrabě z Rutlandu věřil, že je ohrožena čest jeho dcery, a odmítl ji přijmout zpět a požadoval, aby si ji George Villiers okamžitě vzal. Na to si ji Villiers odmítl vzít, ale o několik týdnů později, 16. května 1620 tak učinil.
Vévodkyně z Buckinghamu byla jednou z mála žen té doby, jejíž jemnost a ženská něha, oddanost a čistota života byly nápadně odlišné od téměř všeobecné zkaženosti a nemravnosti dvora. S jejím jménem nebyl nikdy spojen žádný skandál. Jediné, co se o ní kdy říkalo, bylo, že svým vlivem téměř přesvědčila svého manžela, aby se stal římským katolíkem, a ona sama se brzy po svatbě vrátila ke své víře.
Katherine byla matkou Mary Villiersové, vévodkyně z Richmondu a George Villierse, 2. vévody z Buckinghamu (ten po ní podědil i titul a stal se 20. baronem de Rosem). Její první manžel byl v roce 1628 zavražděn Johnem Feltonem. Po smrti jejího otce v roce 1632, který neměl žádné mužské potomky, se stala baronkou de Ros. V roce 1635 se provdala za Randala MacDonella, markýze z Antrimu a odešla žít do Irska na hrad Dunluce. Po katolickém povstání ve Ulstere v roce 1641 se celá rodina jejího muže přesunula na jih Wexfordu, poté do Waterfordu, kde Katherine v roce 1649 zemřela. Byla pohřbena za zdmi Waterfordu a spekuluje se, že mohla být obětí moru. Její majetek přešel do vlastnictví jejího syna a ve Westminsterském opatství jí byl postaven památník.